# Jeff Hostetler
William Jeffrey Hostetler (York, Pensilvania, 22 de abril de 1961) es un ex quarterback de fútbol americano en la National Football League para los New York Giants, Los Angeles/Oakland Raiders y Washington Redskins. Su apodo es "Hoss".

## Estadísticas profesionales
Todas las estadísticas y logros son cortesía de la NFL, New York Giants, Los Angeles/Oakland Raiders, Washington Redskins y Pro-Football.

### Temporada regular
| Temporada | Equipo  | Juegos | PT | Registro (V-D) | Pases | Pases | Pases | Pases  | Pases | Pases | Pases | Pases | Pases  | Acarreos | Acarreos | Acarreos | Acarreos | Acarreos | Capturas | Capturas | Fumbles | Fumbles |
| Temporada | Equipo  | Juegos | PT | Registro (V-D) | Comp  | Att   | Pct   | Yds    | YPA   | Lg    | TD    | Int   | Índice | Att      | Yds      | Prom     | Lg       | TD       | Cap      | Yds      | Fum     | Perd    |
| --------- | ------- | ------ | -- | -------------- | ----- | ----- | ----- | ------ | ----- | ----- | ----- | ----- | ------ | -------- | -------- | -------- | -------- | -------- | -------- | -------- | ------- | ------- |
| 1984      | NYG     | 0      | 0  |                | --    | --    | --    | --     | --    | --    | --    | --    | 0.0    | --       | --       | --       | --       | --       | --       | --       | --      | --      |
| 1985      | NYG     | 5      | 0  |                | --    | --    | --    | --     | --    | --    | --    | --    | 0.0    | --       | --       | --       | --       | --       | --       | --       | --      | --      |
| 1986      | NYG     | 13     | 0  |                | --    | --    | --    | --     | --    | --    | --    | --    | 0.0    | 1        | 1        | 1.0      | 1        | 0        | --       | --       | --      | --      |
| 1987      | NYG     | 0      | 0  |                | --    | --    | --    | --     | --    | --    | --    | --    | 0.0    | --       | --       | --       | --       | --       | --       | --       | --      | --      |
| 1988      | NYG     | 16     | 1  | 1-0            | 16    | 29    | 55.2  | 244    | 8.4   | 85    | 1     | 2     | 65.9   | 5        | -3       | -0.6     | 0        | 0        | 5        | 31       | --      | --      |
| 1989      | NYG     | 16     | 1  | 1-0            | 20    | 39    | 51.3  | 294    | 7.5   | 35    | 3     | 2     | 80.5   | 11       | 71       | 6.5      | 19       | 2        | 6        | 37       | --      | --      |
| 1990      | NYG     | 16     | 2  | 2-0            | 47    | 87    | 54.0  | 614    | 7.1   | 44    | 3     | 1     | 83.2   | 39       | 190      | 4.9      | 30       | 2        | 9        | 38       | --      | --      |
| 1991      | NYG     | 12     | 12 | 7-5            | 179   | 285   | 62.8  | 2032   | 7.1   | 55    | 5     | 4     | 84.1   | 42       | 273      | 6.5      | 47       | 2        | 20       | 100      | 7       | 0       |
| 1992      | NYG     | 13     | 9  | 5-4            | 103   | 192   | 53.6  | 1225   | 6.4   | 46    | 8     | 3     | 80.8   | 35       | 172      | 4.9      | 27       | 3        | 24       | 148      | 6       | 4       |
| 1993      | LAR     | 15     | 15 | 10-5           | 236   | 419   | 56.3  | 3242   | 7.7   | 74    | 14    | 10    | 82.5   | 55       | 202      | 3.7      | 19       | 5        | 38       | 206      | 6       | 2       |
| 1994      | LAR     | 16     | 16 | 9-7            | 263   | 455   | 57.8  | 3334   | 7.3   | 77    | 20    | 16    | 80.8   | 46       | 159      | 3.5      | 14       | 2        | 41       | 232      | 10      | 6       |
| 1995      | OAK     | 11     | 11 | 7-4            | 172   | 286   | 60.1  | 1998   | 7.0   | 80    | 12    | 9     | 82.2   | 31       | 119      | 3.8      | 18       | 0        | 22       | 133      | 5       | 2       |
| 1996      | OAK     | 13     | 13 | 7-6            | 242   | 402   | 60.2  | 2548   | 6.3   | 62    | 23    | 14    | 83.2   | 37       | 179      | 4.8      | 17       | 1        | 32       | 181      | 4       | 0       |
| 1997      | WAS     | 6      | 3  | 2-1            | 79    | 144   | 54.9  | 899    | 6.2   | 69    | 5     | 10    | 56.5   | 14       | 28       | 2.0      | 11       | 0        | 10       | 52       | 3       | 2       |
| 1998      | WAS     | 0      | 0  |                | --    | --    | --    | --     | --    | --    | --    | --    | 0.0    | --       | --       | --       | --       | --       | --       | --       | --      | --      |
| Carrera   | Carrera | 152    | 83 | 51-32          | 1,357 | 2,338 | 58.0  | 16,430 | 7.0   | 85    | 94    | 71    | 80.5   | 294      | 1,293    | 4.4      | 47       | 17       | 207      | 1,158    | 41      | 16      |

### Playoffs
| Temporada | Equipo  | Juegos | Registro (V-D) | Pases | Pases | Pases | Pases | Pases | Pases | Pases | Pases | Pases  | Acarreos | Acarreos | Acarreos | Acarreos | Acarreos | Capturas | Capturas | Fumbles | Fumbles |
| Temporada | Equipo  | Juegos | Registro (V-D) | Comp  | Att   | Pct   | Yds   | YPA   | Lg    | TD    | Int   | Índice | Att      | Yds      | Prom     | Lg       | TD       | Cap      | Yds      | Fum     | Perd    |
| --------- | ------- | ------ | -------------- | ----- | ----- | ----- | ----- | ----- | ----- | ----- | ----- | ------ | -------- | -------- | -------- | -------- | -------- | -------- | -------- | ------- | ------- |
| 1989      | NYG     | 1      | 0-1            | --    | --    | --    | --    | --    | --    | --    | --    | 0.0    | --       | --       | --       | --       | --       | --       | --       | --      | --      |
| 1990      | NYG     | 3      | 3-0            | 45    | 76    | 59.2  | 510   | 6.7   | 25    | 3     | 0     | 92.5   | 15       | 64       | 4.3      | 11       | 1        | 7        | 34       | 2       | --      |
| 1993      | LAR     | 2      | 1-1            | 27    | 39    | 69.2  | 524   | 13.4  | 86    | 4     | 0     | 146.0  | 9        | 34       | 3.8      | 12       | 0        | 4        | 18       | 1       | --      |
| Carrera   | Carrera | 6      | 4-2            | 72    | 115   | 62.6  | 1,034 | 9.0   | 86    | 7     | 0     | 112.0  | 24       | 98       | 4.1      | 12       | 1        | 11       | 52       | 3       | --      |

### Super Bowl
| Temporada | Equipo  | Rival   | Edición | Resultado | Pases | Pases | Pases | Pases | Pases | Pases | Pases | Pases | Pases  | Acarreos | Acarreos | Acarreos | Acarreos | Acarreos | Capturas | Capturas | Fumbles | Fumbles |
| Temporada | Equipo  | Rival   | Edición | Resultado | Comp  | Att   | Pct   | Yds   | YPA   | Lg    | TD    | Int   | Índice | Att      | Yds      | Prom     | Lg       | TD       | Cap      | Yds      | Fum     | Perd    |
| --------- | ------- | ------- | ------- | --------- | ----- | ----- | ----- | ----- | ----- | ----- | ----- | ----- | ------ | -------- | -------- | -------- | -------- | -------- | -------- | -------- | ------- | ------- |
| 1990      | NYG     | BUF     | XXV     | V 20-19   | 20    | 32    | 62.5  | 222   | 6.94  | 22    | 1     | 0     | 93.5   | 6        | 10       | 1.67     | 5        | 0        | 2        | 8        | --      | --      |
| Carrera   | Carrera | Carrera | 1       | 1-0       | 20    | 32    | 62.5  | 222   | 6.94  | 22    | 1     | 0     | 93.5   | 6        | 10       | 1.67     | 5        | 0        | 2        | 8        | --      | --      |